# Johann Sigismund Elsholtz

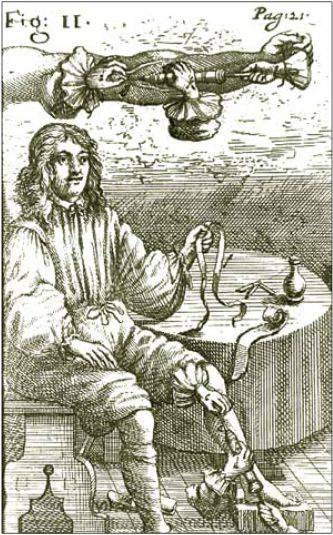
Inyección endovenosa, en Clysmatica nova, 1667.

Johann Sigismund Elsholtz o Elßholtz (26 de agosto de 1623 – 28 de febrero de 1688), (otras fuentes[cita requerida]otras fuentes mencionan a su nacimiento el 28 de agosto, y su deceso el 19 de febrero) fue un médico, naturalista alemán, aborigen de Fráncfort del Óder.
Estudió en las Universidades de Wittenberg, Königsberg y en la  de Padua, donde recibiría su doctorado en 1653.
Elsholtz fue botánico cortesano, alquimista y médico del Elector Friedrich Wilhelm de Brandeburgo (1620-1688), y en 1657 es puesto a cargo de los Jardines botánicos de Friedrich Wilhelm de Berlín, Potsdam y Oranienburg.
En 1654 publicó su tesis de graduado: Anthropometria, siendo un temprano estudio de antropometría. Este libro fue escrito para el beneficio de los artistas y los astrólogos, además de estudiantes de medicina y fisiología. En este tratado, Elsholtz examinó las relaciones entre las proporciones del cuerpo humano y la aparición de enfermedades.
Elsholtz fue pionero en los campos de la higiene y la nutrición, y en sus escritos sobre salud holística, hizo hincapié en la importancia del aire limpio y del agua, alimentos y bebidas saludables, y también la limpieza personal. En su obra de 1667 Clysmatica nova, investigó las posibilidades de la inyección intravenosa. Realizó las primeras investigaciones de transfusión de sangre y "terapia de infusión", y especuló que un cónyuge con una "naturaleza melancólica" podría ser revitalizado por la sangre de su "vibrante pareja", dando lugar a un matrimonio armonioso.

## Algunas publicaciones

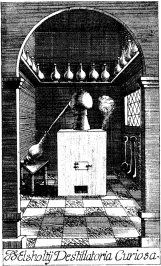
Frontispicio de „Destillatoria Curiosa“, 1674

- Anthropometria, sive De mutua membrorum corporis humani proportione. Accessit doctrina naevorum […]. Patavii. Typis Jo. Baptistae Pasquati, 1654 (en línea Ausgabe Frankfurt (Oder) 1663)
- Hortus Berolinensis, 1657 (manuscrito). Erstmals gedruckt in: Thomas Fischbacher, Thomas Fink (eds.) Johann Sigismund Elsholtz: Hortus Berolinensis. Der Berliner Lustgarten. Lateinisch / Deutsch. Liber primus. Erstes Buch, Weimar 2010, ISBN 978-3897396906, sowie Felix Mundt, Marcel Humar (eds.) Johann Sigismund Elsholtz. Hortus Berolinensis. Erstes Buch, Worms 2010, ISBN 978-3884622957
- Plantae singulares horti electoralis Brandenburgici coloniensis, Cölln an der Spree, 1659/60
- Flora marchica, sive catalogus plantarum, quæ partim in hortis Electoralibus Marchiæ Brandenburgicæ primariis, Berolinensi, Aurangiburgico, et Potstamensi excoluntur, partim sua sponte passim proveniunt, Berolini, ex officina Rungiana. Sumptibus Danielis Reichelii, 1663
- Historia Steatomatis resecti et feliciter sanati, Coloniae Brand.: Schulze, 1666
- Clysmatica Nova, Berlín, 1665; 2ª ed. ampliada bajo el título: Clysmatica nova sive ratio qua in venam rectam medicamenta immitti possint: addita inaudita sanguinis transfusione, Coloniae; Brandenburg, 1667. Nachdruck d. 2ª ed. Hildesheim: Olms, 1966
- Garten-Baw oder Unterricht von der Gärtnerey auff das Clima der Chur-Marck Brandenburg, wie auch der benachbarten teutschen Länder gerichtet: in 6 Büchern abgefasset u. mit nöthigen Figuren gezieret, 1ª ed. 1666; 2ª ed. Cölln an der Spree: Schultze, 1672; 3ª ed. 1684 bajo el título Vom Garten-Baw, Berlin/Leipzig/Colonia. Reimpresión facsímil de la 3ª ed. vers y con e. Nachw. von Harri Günther, Hildesheim: Olms, 1987, ISBN 3-487-07978-X

Un resultado secundario de este trabajo fue publicado bajo el título:
Johann Sigmund Elsholtzens Doct. & Sereniss. Elector, Brandenb. Medici Ordinari Neu angelegter Garten-Bau, Oder Sonderbare Vorstellung Wie ein wolerfahrner Gärtner nicht allein die schönsten Lust-Küchen-Baum- und Blumen-Gärten Aus unserm tetschen climate füglich anzurichten, Sondern auch allerhand rare Blumen, Gewächse und Bäume zu erziehen, warten und vor zustossenden Schäden zu curiren lernen kan. In VI Bücher verfasset und in diesem vierten druck ziemlich vermehret, Leipzig: Fritsch, 1715. en línea en Universitäts- und Landesbibliothek Düsseldorf
Eine weitere Sekundärausgabe ist: Artzney-Garten- Und Tisch-Buch, Oder Fortsetzung des Gartenbaws […] : In VI Bücher verfasset […] Wobey der Frantzösche Koch, Becker und Consitirer, Franckfurt; Leipzig; Berlín; Colonia: Völcker, 1690
- Destillatoria curiosa, sive ratio ducendi liquores coloratos per alembicum, hactenus si non ignota, certe minus observata atque cognita. Accedunt Utis Udenii et Guerneri Rolfincii Non-entia chymica, Berolini: Typis Rungianis, impensis Ruperti Volcheri, 1674
- De Phosphoris observationes: quarum priores binæ antea jam editæ tertia vero prima nunc vice prodit, (Volumen tenens dissertationes de Phosphoro privato studio collectas; 3), Berlín: Georg Schultze, 1681
- Diaeteticon: Das ist, Newes Tisch-Buch, Oder Unterricht von Erhaltung guter Gesundheit durch eine ordentliche Diät, und insonderheit durch rechtmäßigen Gebrauch der Speisen, und des Geträncks. In sechs Büchern […] abgefaßt, auch mit nöthigen Figuren gezieret […], Cölln an der Spree: Georg Schultze, 1682. Reprint mit einem Nachwort von Manfred Lemmer, Edition Leipzig, DDR. Lizenzausgabe für Verlag Dr. Richter GmbH, Múnich, 1984, ISBN 3-923090-28-5
- De phosphoro liquido. observatio, Berlín, 1677
- De phosphoris quatuor: observatio, Berlín: Georg Schultze, 1676

## Honores

### Epónimos
Género
- Elsholtzia es nombrado en su honor. Este género incluye a la especie Elsholtzia ciliata.